# هيوستن ستريت
هيوستن ستريت (بالإنجليزية: Huston Street)‏ هو لاعب كرة قاعدة أمريكي، ولد في 2 أغسطس 1983 في أوستن في الولايات المتحدة.

## وصلات خارجية
- هيوستن ستريت على موقع دوري كرة القاعدة الرئيسي (الإنجليزية)
- هيوستن ستريت على موقعبيزبول رفرنس.كوم (الدوري الرئيسي) (الإنجليزية)
- هيوستن ستريت على موقعبيزبول رفرنس.كوم (الدوري الثانوي) (الإنجليزية)
- هيوستن ستريت على موقع إي إس بي إن.كوم (أم.أل.بي) (الإنجليزية)
- هيوستن ستريت على موقع مشجعي الرسوم البيانية (الإنجليزية)